# جاكي فورستر
جاكي فورستر (بالإنجليزية: Jackie Forster)‏ (الاسم عند الولادة جاكلين موير ماكينزي 6 نوفمبر 1926 - 10 أكتوبر 1998) مراسلة إخبارية إنكليزية وممثلة وناشطة في سبيل حقوق المثليات.

## النشأة
كان والد فورستر عقيدًا في الفيلق الطبي بالجيش الملكي البريطاني، وأمضت سنواتها الأولى في مستعمرة الهند البريطانية. عندما بلغت السادسة من عمرها، أُرسلت إلى مدرسة داخلية في بريطانيا في دير ويكومب انتقلت بعدها إلى مدرسة سانت ليوناردز في فايف. مارست لعبتي اللاكروس وهوكي الحقل ومثلت سكوتلندا خلال الحرب العالمية الثانية.
أصبحت فورستر ممثلة وانضمت إلى شركة ويلسون باريت المسرحية في إدنبرة قبل انتقالها إلى لندن في عام 1950. حضرت نادي الفنون المسرحية وشاركت في عدد من أفلام وإنتاجات وِست إند قبل أن تُطوّر مسيرتها المهنية الناجحة كمقدمة برامج تلفزيونية ومراسلة إخبارية باسم جاكلين ماكينزي.
في عام 1957 كانت فورستر تقوم بجولة محاضرات في أمريكا الشمالية لجزء من ذلك العام. وذهبت إلى مدينة سافانا بولاية جورجيا حيث أقامت أول علاقة مثلية. تزوجت من بيتر فورستر بالرغم من ذلك في عام 1958, وانتهى الزواج في غضون عامين حين تقبلت فورستر هويتها الجنسية. وتطلقا عام 1962 وذهبت فورستر للعيش في كندا.
علقت فورستر على تجاربها الجنسية الأولى قائلة: «لم أعتبر نفسي مثلية، ولم أعتبرها هي مثليّة أيضًا، لأنني لم أكن أبدو كما تبدو النساء المثليات في مخيلتي، لم يكن شعرنا قصيرًا ولم نرتدِ ثياب الرجال، كوّنت تلك الصورة  من رواية «بئر العزلة» كما هي حال الجميع، كانت هناك متاجر لبيع المخدرات في أرجاء الولايات المتحدة، وفيها كتب الإثارة والقصص الصارخة عن مثليات يدخنَّ السيجار ويعبثن مع فتيات شابات. وفكرت، أين هن تلك النسوة؟ لم نلتقِ بأي امرأة مثلية ولم يكن هناك كتب أخرى عن المثليات، ولا أفلامَ إطلاقًا: لا شيء أبدًا».
في عام 1964, عادت فورستر إلى بريطانيا للعمل في «تلفزيون الحدود»، وانتقلت للعيش مع صديقتها وأطفالها في لندن.

## النشاط والإرث
في الستينيات انضمت فورستر إلى مجموعة أبحاث الأقليات وكتبت لصحيفة المجموعة «إيرينا ثري». وروّجت للمجلة في نادي «غيتويز» بانتظام.
أعلنت لاحقًا عن ميولها الجنسية المثلية في 1969 عندما شاركت في (حملة المساواة للمثليين), وعملت في لجنة الحملة التنفيذية. وشاركت في أولى مسيرات (فخر المثليين) في المملكة المتحدة في أغسطس من عام 1971.
في عام 1972 شاركت فورستر بتأسيس سافو، وهي مجموعة اجتماعية ومجلتها واحدة من أكثر منشورات المثليات استمرارية في المملكة المتحدة (نُشرت مجلة سافو من 1972 إلى 1981, بالرغم من أن المجموعة تابعت عقد لقاءاتها بانتظام لعدة سنوات تالية).
عقدت مجموعة سافو لقاءاتها في حانة تشيبستو في نوتينغ هيل ومن متحدثيها مورين دافي وآنا رايبيرن.
بعد مجموعة سافو، أصبحت فورستر عضوًا في لجنة النساء في مجلس لندن العظمى.
من عام 1992 حتى وفاتها كانت فورستر عضوًا ناشطًا في لجنة إدارة مركز معلومات وأرشيف المثلية (وهو الآن جزء من مكتبة النساء في غلاسكو). في عام 1997 قَدِم طاقم عمل من شبكة بي بي سي إلى الأرشيف ليوثق حياتها في فيلم ضمن سلسلة «اليوم الذي غير حياتي». لقد ترك عملها أثرًا هائلًا في تشكيل الأرشيف.
في 6 نوفمبر 2017 احتفل غوغل بعيد ميلادها الـ 91 عبر تغيير شعاره مؤقتًا «خربشة جوجل» احتفاءً بها.

## التلفزيون والظهور السينمائي
- زوجة قيصر، 1951, دور تمثيلي تلفزيوني.[12]
- أنت شاب مرتين فقط، 1952, دور تمثيلي سينمائي، شخصية نيلي.[13][14]
- الحب والسيد ليويشام، 1953, دور تمثيلي تلفزيوني.
- زفاف ليلي مارلين، 1953, دور تمثيلي سينمائي، شخصية ساقية المسرح.[15]
- تهمة جدية، 1953, دور في عرض مسرحي.
- الإبريق المكسور، 1953, دور تمثيلي تلفزيوني، شخصية غريت.[16]
- جيلبرت هاردينغ يكتشف، 1954, مراسلة تلفزيونية.
- الليلك في الربيع، 1954, دور تمثيلي سينمائي.
- مخربو السد، 1955, دور تمثيلي سينمائي، شخصية النادلة كاترين.
- لا يمكنك الهروب، 1955, دور تمثيلي تلفزيوني، شخصية السيدة باغيرلي.[17][18]
- غريس كيلي من موناكو تتزوج من الأمير رينييه، 1956, مراسلة تلفزيونية. فازت بجائزة إيطاليا.
- بانتومانيا أو ديك ويتينغتون، 1956, دور تمثيلي تلفزيوني هزلي.[19][20]
- الليلة، مراسلة تلفزيونية.
- هوت فوت آند هاي لايت، مراسلة تلفزيونية.
- بانوراما، مراسلة تلفزيونية.[21]
- ليت نايت إكسترا، مراسلة تلفزيونية.
- ورطة لشخصين، 1958, دور تمثيلي تلفزيوني في مسلسل هزلي.
- اكتشاف أمريكا، 1958-1960, مراسلة تلفزيونية.
- جاكلين ماكنزي في أمريكا، مراسلة تلفزيونية.
- تحدث عن نفسك، 1974, مشاركة في كتابة النص.
- المثليون: التحدث، 1978, مذيعة.[22]
- نحن نوظف، 1955, ظهرت في القناة الرابعة في وثائقي «منتقِمات مثليات».
- من الكعب العالي إلى الأحذية المعقولة، 1997, مشاركة في سلسلة «اليوم الذي غير حياتي».[23]

## روابط خارجية
- جاكي فورستر على موقع IMDb (الإنجليزية)
- جاكي فورستر على موقع ميوزك برينز (الإنجليزية)
- جاكي فورستر على موقع قاعدة بيانات الفيلم (الإنجليزية)